# Frederick Pitman
Frederick Archibald Hugo Pitman (ur. 1 czerwca 1892 w Edynburgu, zm. 25 lipca 1963 w Holborn) – brytyjski wioślarz i oficer, srebrny medalista olimpijski. 

## Życiorys
Kształcił się w Eton College i New College Uniwersytetu Oksfordzkiego. Dwukrotnie brał udział w The Boat Race, w 1912 zwyciężył, a w 1914 przegrał.
Wystąpił na igrzyskach olimpijskich w Sztokholmie w 1912, gdzie brytyjska osada New College w składzie: William Fison, William Parker, Thomas Gillespie, Beaufort Burdekin, Frederick Pitman, Arthur Wiggins, Charles Littlejohn, Robert Bourne i John Walker zdobyła srebrny medal w ósemkach. W finale przegrali z rodakami z osady Leander Club o 3,5 sekundy. Był to jego jedyny start olimpijski.
Po wybuchu I wojny światowej wstąpił do British Army, otrzymując przydział w Royal Scots w stopniu porucznika. Zdemobilizowany w stopniu kapitana. 
Po wojnie Pitman pracował w domu maklerskim założonym przez swego wuja, Rowe & Pitman. Pitman zaoferował tam pracę swemu przyjacielowi, Ianowi Flemingowi. 